# 16 желания
„16 желания“ (на английски: 16 Wishes) е тийнейджърски фентъзи комедиен филм от 2010 г. на режисьора Питър ДеЛуиз, по сценарий на Ани ДеЙънг, с участието на Деби Райън и Жан-Люк Билоду. Излъчен е премиерно на 25 юни 2010 г. по Disney Channel в Съединените щати и на 16 юли 2010 г. по Family Channel в Канада.

## Актьорски състав
| Актьор          | Роля                  |
| --------------- | --------------------- |
| Деби Райън      | Абигейл „Али“ Дженсън |
| Жан-Люк Билоду  | Джей Кеплър           |
| Ана Май Рутлидж | Челесте               |
| Кариса Тайнс    | Криста Кук            |
| Кийнън Трейси   | Логан Бюканън         |
| Джоел Семанде   | Джоуи Локхарт         |
| Кейнан Уийб     | Майк Дженсън          |
| Патрик Гилмор   | Боб Дженсън           |
| Кендъл Грос     | Сю Дженсън            |
| Джеси Рийд      | Тиодор Хоуп           |
| Бренда Кричлоу  | Мис Дъфи              |

## В България
В България филмът е излъчен през януари 2011 г. по Disney Channel.
На 1 ноември 2017 г. е излъчен и по KINO NOVA.
Нахсинхронен дублаж
| Роля                  | Изпълнител |
| --------------------- | --- |
| Абигейл „Али“ Дженсън | Милица Гладнишка |
| Други гласове         | Ася Рачева Мими Йорданова Даниела Горанова Мина Костова Димитър Кръстев Ненчо Балабанов Момчил Степанов Кирил Бояджиев |

| Обработка           | Доли Медия Студио (2011)                                     |
| ------------------- | ------------------------------------------------------------ |
| Преводач            | Тония Микова                                                 |
| Тонрежисьор         | Ясен Пенчев Илиян Апостолов Евгений Манев Цветелина Цветкова |
| Режисьор на дублажа | Йоанна Микова                                                |

Войсоувър дублаж
| Озвучаващи артисти  | Даниела Йорданова Елисавета Господинова Георги Георгиев-Гого Васил Бинев Здравко Методиев |
| Преводач            | Йорданка Василева                                                                         |
| Тонрежисьор         | Димитър Кукушев                                                                           |
| Режисьор на дублажа | Димитър Кръстев                                                                           |